# カルメン・モントン
カルメン・モントン・ヒメネス（スペイン語: Carmen Montón Giménez, 1976年3月9日 - ）は、スペイン・バレンシア県ブルハソット出身の政治家。スペイン社会労働党(PSOE)所属。2018年6月7日から2018年9月12日まで、ペドロ・サンチェス内閣で厚生・消費・社会福祉大臣を務めた。

## 経歴

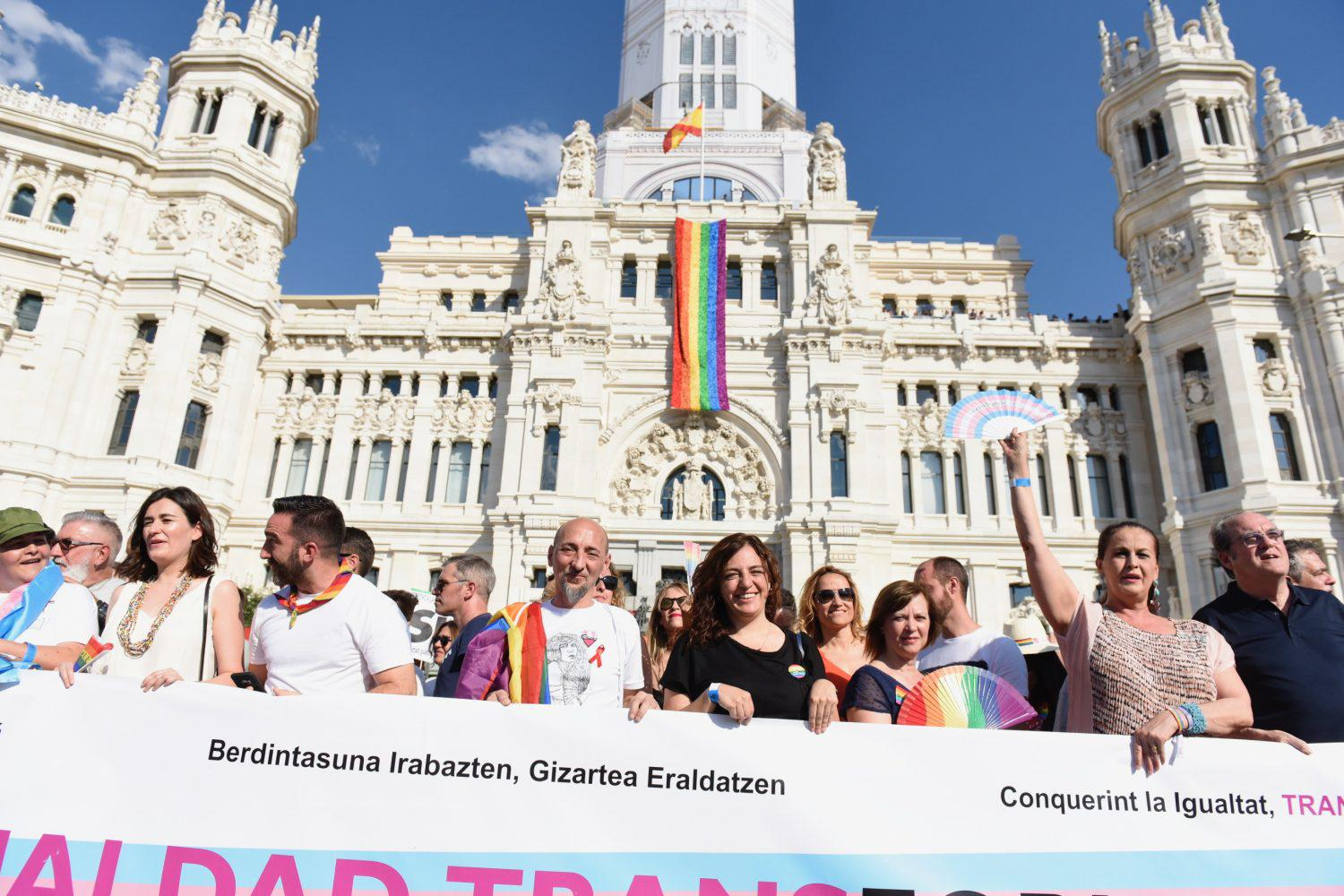
マドリードで行われたプライド・パレードにアンヘル・ガビロンドやカーラ・アントネッリらとともに参加（2018年7月7日）

1976年にバレンシア県ブルハソットに生まれ、バレンシア大学で医学を学んだ。スペイン社会労働党(PSOE)の青年組織に加わり、1999年にブルハソットの自治体議会議員に選出された。2004年にはバレンシア県選挙区からスペイン下院議員に選出され、2008年には下院議員に再選された。2015年から2018年にはバレンシア州の地域健康カウンセラーを務めた。モントンは既婚者であり、子どもが1人いる。
2018年には国民党(PP)のマリアーノ・ラホイ首相に対する不信任決議が可決され、社会労働党のペドロ・サンチェスがスペイン首相に就任すると、モントンはサンチェス内閣の厚生・消費・社会福祉大臣に就任した。
2018年9月、オンライン新聞のエル・ディアリオによって、モントンがほとんど授業に出席せずにフアン・カルロス王大学の修士号を取得したと報じられた。ジャーナリストからこの疑惑に対して質問された際、モントンは通学したはずのキャンパスがどこであるか答えられなかった。モントンは記者会見で修士論文の表紙を見せたが、ジャーナリストに対して中身を見せることを拒んだ。その翌日、モントンは厚生・消費・社会福祉大臣を辞任することを発表した。これ以外の問題として、モントンが著した論文の重要部分がウィキペディアなど他の出版物からのコピペであることが明らかになっている。後任の厚生・消費・社会福祉大臣にはマリア・ルイサ・カルセドが就任している。